# 世界食料安全保障委員会

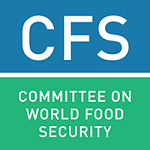
CFSのロゴ

世界食料安全保障委員会（せかいしょくりょうあんぜんほしょういいんかい、英語: Committee on World Food Security）は、国際連合の下に設置された食料問題に関する政府間プラットフォームである。2009年に組織改革が実施されたことで、市民社会メカニズム（CSM）を通じて市民社会及び非政府組織（NGO）が政策対話に参加できるようになった。

## 組織

### ハイレベル専門家パネル
2010年にCFSの諮問機関として、ハイレベル専門家パネル（HLPE）が設置された。運営委員会は、食料安全保障と栄養に関する様々な分野の専門家である15人の運営委員（任期2年）によって構成される。特定のテーマについてはプロジェクト・チームが組織され、科学的知見に基づく分析をしたうえで報告書が作成される。これまでには以下の報告書が提出されている。
1. 価格乱高下と食料保障（2011年）
2. 土地保有と国際農業投資（2011年）
3. 食料保障と気候変動（2012年）
4. 社会的保護と食料保障（2012年）
5. バイオ燃料と食料保障（2013年）
6. 食料保障のための小規模農業への投資（2013年）
7. 食品廃棄と持続可能なフードシステム（2014年）
8. 持続可能な漁業と食料保障（2014年）